# Minerva (revue de médecine factuelle)
Pour les articles homonymes, voir Minerva.
 (décembre 2022).
 (décembre 2022).
Minerva est une revue de médecine factuelle dont le but est la promotion et la diffusion d'une information scientifique indépendante. Elle est destinée aux médecins, pharmaciens et autres professionnels de santé. Minerva apporte une analyse critique des grandes publications dans la littérature internationale et diffuse des outils de médecine factuelle et de lecture critique d'article dans le monde francophone. Le comité de rédaction est constitué de représentants des départements de médecine d'universités belges, ainsi que de pharmaciens. La revue est financée par l'Institut national d'assurance maladie invalidité de Belgique qui en respecte l'indépendance rédactionnelle.